# Millport (Verenigd Koninkrijk)
Millport (Schots-Gaelisch: Port a' Mhuilinn) is het enige dorp op het Schotse eiland Great Cumbrae, in de Firth of Clyde, dat voor de kust van North Ayrshire ligt. Belangrijk voor het dorp zijn de toeristen (vaak dagjesmensen vanuit Glasgow) die het eiland bezoeken, onder andere voor de kathedraal van de Eilanden. Dat is de kleinste kathedraal van Groot-Brittannië, met plaats voor slechts 100 mensen.
Tot 2013 was er op Great Cumbrae een instituut van de Universiteit van Londen, genaamd de University Marine Biological Station Millport.
Millport ligt aan de twee hoofdwegen van het eiland, de B896 en de B899. Via deze wegen is Millport verbonden met de veerdienst naar Largs, waardoor het dorp en het eiland verbonden zijn met het vasteland van Schotland. In Largs is een station aan de Ayrshire Coast Line naar Glasgow.